# Demet Evgar
Demet Evgar (Manisa, Törökország, 1980. május 19.) török színésznő, aki egyaránt vállal szerepeket színházban és filmekben is. Bátyja, Yiğit Evgar, szintén színész.

## Élete
Demet Evgar 1980-ban a törökországi Manisában született. Az Isztambuli Egyetemen színházi szakon végzett. A Kenter Színházban – egy alkalommal – szerepet vállalt David Hare A kék szoba című színművében.
A 2000–2005 közötti időszakban, az iskolát követően, a Kerem ile Aslı, a Bütün Çocuklarım és a Emret Komutanım és a Banyo és  a Güneşi Gördüm filmekben szerepelt.
2009-ben és 2010-ben Molière A fösvény című színdarabjában játszott, majd szerepelt a Macbeth és az Anna Karenina művekben is. Hírnevét Mustafa Altıoklarnak köszönheti részben, akinek a kedvence[forrás?].
A 2000-es évek elején két kiemelt filmben is szerepelt Mustafa Altıoklar miatt[forrás?].
2020-2021-ben a Perzselő szenvedélyek (Alev Alev) című sorozat egyik főszereplője, ahol magyar szinkronhangja Zakariás Éva.